# ستيوارت الكسندر
ستيوارت الكسندر (بالإنجليزية: Stewart Alexander)‏ هو كاتب وسياسي أمريكي، ولد في 1 أكتوبر 1951 في نيوبورت نيوز في الولايات المتحدة. حزبياً، نشط في الحزب الاشتراكي للولايات المتحدة.